# Bellegarde (Loiret)
Bellegarde ist eine französische Kleinstadt mit 1.416 Einwohnern (Stand: 1. Januar 2022) im Département Loiret in der Region Centre-Val de Loire. Sie gehört zum Kanton Lorris im Arrondissement Montargis. Die Einwohner werden Bellegardois genannt.

## Geographie
Die Kleinstadt Bellegarde liegt 24 Kilometer westlich von Montargis und etwa 50 Kilometer ostnordöstlich von Orléans. Umgeben wird Bellegarde von den Nachbargemeinden Quiers-sur-Bézonde im Norden, Ouzouer-sous-Bellegarde im Osten, Sury-aux-Bois im Süden und Westen sowie Nesploy im Nordwesten. Durch die Gemeinde führt die frühere Route nationale 375 (heutige D975).

## Bevölkerungsentwicklung
| Jahr                       | 1962 | 1968 | 1975 | 1982 | 1990 | 1999 | 2006 | 2014 | 2022 |
| -------------------------- | ---- | ---- | ---- | ---- | ---- | ---- | ---- | ---- | ---- |
| Einwohner                  | 1110 | 1124 | 1455 | 1425 | 1442 | 1558 | 1677 | 1743 | 1416 |
| Quellen: Cassini und INSEE |      |      |      |      |      |      |      |      |      |

## Sehenswürdigkeiten
- Kirche Notre-Dame aus dem 12. Jahrhundert
- Schloss Bellegarde mit Park aus dem 14. Jahrhundert

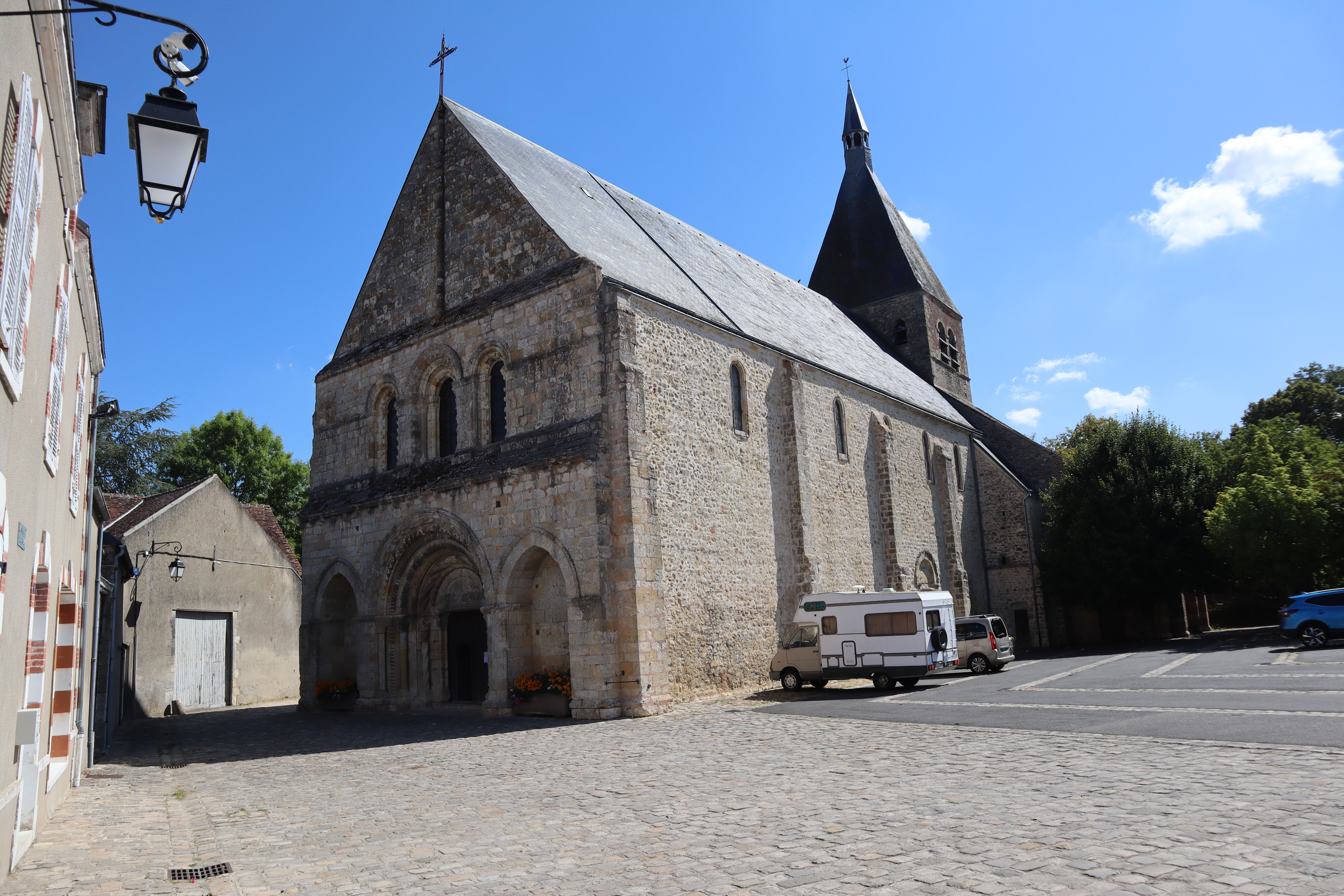
Kirche Notre-Dame
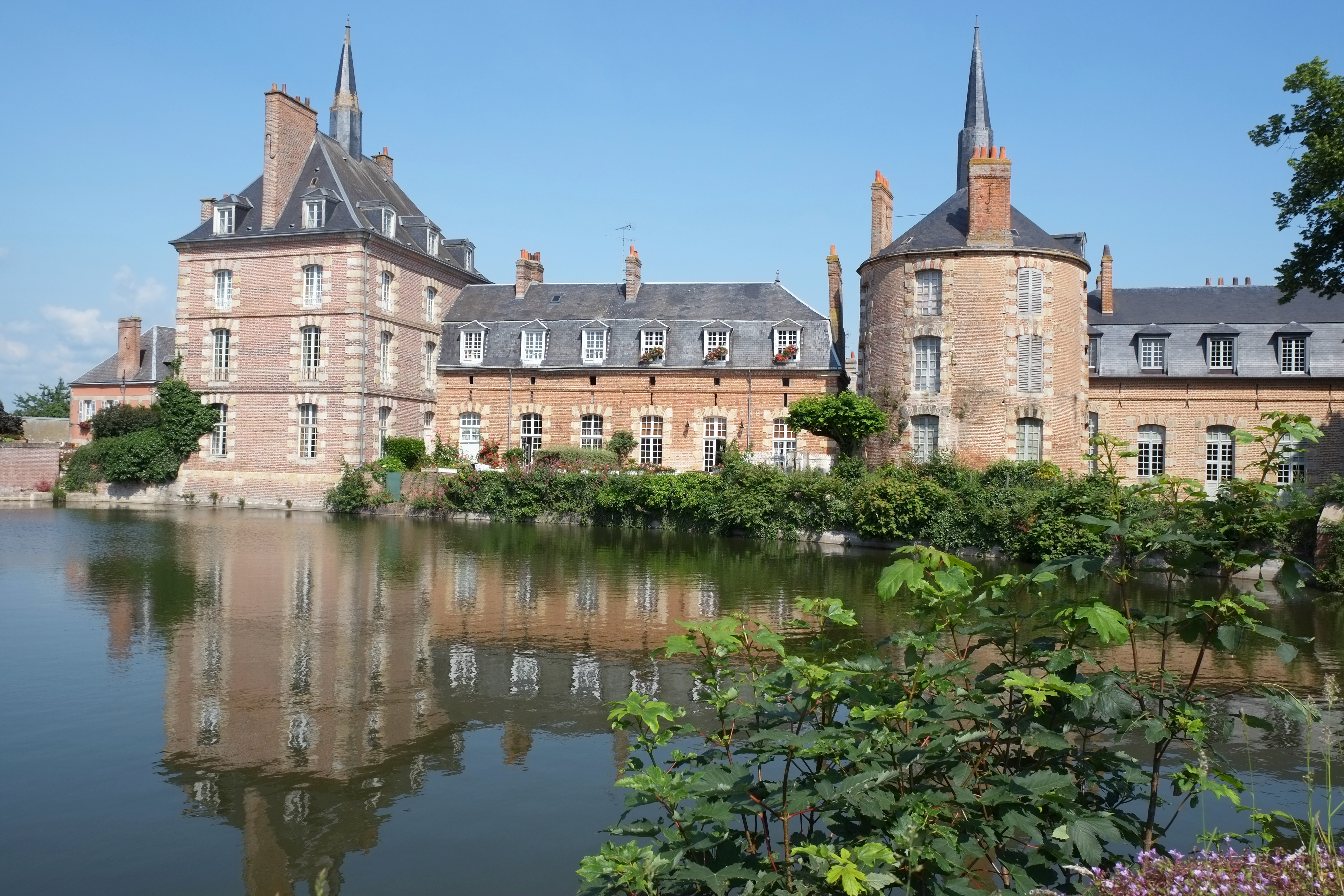
Schloss Bellegarde

## Gemeindepartnerschaft
Mit der deutschen Gemeinde Havixbeck in Nordrhein-Westfalen besteht seit 1973 eine Partnerschaft.